# 7. dragonski polk (Avstro-Ogrska)
Za druge 7. polke glejte 7. polk.
7. dragonski polk (izvirno nemško Böhmisches Dragoner Regiment »Herzog von Lothringen« Nr. 7; dobesedno slovensko: Češki dragonski polk »Vojvoda Lotarinški« št. 7) je bil konjeniški polk k.u.k. Heera.

## Zgodovina
Polk je bil ustanovljen leta 1663. 

### Prva svetovna vojna
Polkovna narodnostna sestava leta 1914 je bila sledeča: 50% Čehov in 50% Nemcev.
Naborni okraj polka je bil v Pragi, pri čemer so bile polkovne enote garnizirane sledeče: Stanislau (štab, I. divizion) in Kolomea (II. divizion).

## Poveljniki polka
- 1859: August Bellegarde[4]
- 1879: Carl Fischer von Wellenborn[5]
- 1908: Artur Hilvety[6]
- 1914: Stanislaus Krousky[7]